# Billy Brindle
William „Billy“ Brindle (* 29. Januar 1950 in Liverpool) ist ein ehemaliger englischer Fußballspieler.

## Karriere
Brindle ragte während seiner Schulzeit heraus und repräsentierte die Schulauswahlteams von Liverpool und Lancashire, im April 1965 gewann er mit der Liverpool-Auswahl den Lancashire Schools’ Cup, im Finalrückspiel im Goodison Park gegen Wigan erzielte er einen Treffer, Alan Whittle traf zweifach. Im Juli 1965 war er neben Whittle, Frank Thornton und Robert Humphreys einer von vier Jugendspieler-Neuzugängen bei Everton, die als „apprentice professionals“ unter Vertrag genommen wurden. Nach dem Erreichen seines 17. Lebensjahres stieg er, ebenso wie sein Mannschaftskamerad Archie Styles, im Sommer 1967 zum Profi auf. Zu seinem ersten Pflichtspielauftritt für Everton kam er im April 1968 als Vertretung von Howard Kendall auf der rechten Läuferposition in einem Erstligaspiel bei Nottingham Forest (Endstand 0:1). In den folgenden zwei Jahren kam er zwar regelmäßig für das Reserveteam in der Central League zum Einsatz, in der ersten Mannschaft schloss sich nur ein weiterer Auftritt im League Cup 1969/70 an. Am Saisonende, Everton gewann die englische Meisterschaft, wurde ihm von Trainer Harry Catterick ein ablösefreier Wechsel gestattet.
Brindle setzte seine Laufbahn beim Drittdivisionär FC Barnsley fort, aber auch dort spielte der Mittelfeldakteur nur eine untergeordnete Rolle, kam im Saisonverlauf lediglich zu einem Kurzeinsatz und verließ den Klub nach einem Jahr bereits wieder. Seine fußballerische Karriere fand im Non-League football ihre Fortsetzung, bei seiner Verpflichtung im Sommer 1971 durch den FC Runcorn, einem Klub der Northern Premier League, wurde er als „Star-Verpflichtung“ angekündigt. Bei Runcorn spielte er an der Seite seiner Everton-Mannschaftskameraden Tommy Hughes, Alex Clarke und Peter Thomas, allesamt Spieler des Reserveteams. Brindle war bereits 1969 in einem Freundschaftsspiel für Everton wegen einer Tätlichkeit gegen Roy Cheetham des Feldes verwiesen worden, und fiel auch bei Runcorn mit Einsatzhärte auf, bereits im September 1971 musste der als „emsiger Mittelfeldspieler“ beschriebene Brindle sich nach drei Verwarnungen in acht Spielen vor einem Ausschuss der Football Association verantworten, einen weiteren Monat später stand er bereits bei sieben Verwarnungen. Ende November 1971 bat er um Auflösung seines Vertrags, weil er mit seinen Einsatzzeiten nicht zufrieden war. Ende März 1972 wurde er von Runcorn wieder unter Vertrag genommen, der Klub stand zu diesem Zeitpunkt auf dem vorletzten Tabellenplatz. Presseseitig wurde seine Wiederverpflichtung durchaus kritisch gesehen. Als Spieler charakterisiert, der „für die Anzahl seiner angesammelten Verwarnungen am meisten in Erinnerung blieb“ wurde ihm in einem seiner ersten Auftritte nach seiner Rückkehr attestiert, dass er „mehr schrie als sonst irgendetwas tat.“
Brindle erhielt vom neuen Trainer des Klubs, Eric Webster, einen Vertrag für die Saison 1972/73 angeboten, wechselte im August 1972 aber zum Ligakonkurrenten Bangor City,  wo er als „Kurzpassspezialist“ vorgestellt wurde. Zwei Monate später war sein Aufenthalt in Nordwales wieder beendet. Mitte September 1973 wurde er vom AFC New Brighton, einem Klub der Cheshire County League, verpflichtet. Bereits einen Monat später wurde der Vertrag wieder gelöst, um sich dem Blaenau Ffestiniog FC anzuschließen, einem Klub der Welsh National League (North). Ab Herbst 1974 trat er für eine Saison beim Bootle FC in der Lancashire Combination in Erscheinung. Im August 1976 war er in einem Freundschaftsspiel wieder für New Brighton gegen Runcorn im Einsatz, im Februar 1979 verließ er den Klub, weil er nach Australien auswanderte. Daneben trat er ab Mitte der 1970er Jahre auch im Sunday football von Liverpool in Erscheinung, unter anderem für die Mannschaften Coach und Earle, im Dezember 1979 während einer kurzzeitigen Rückkehr aus Australien für ASCH Hotel. 1974 war er Auswahlspieler für die Liverpool Sunday League gegen die Sandwell Sunday League (Birmingham).
In Australien war Brindle in Melbourne in den Spielzeiten 1979 und 1980 für Prahran Slavia in der Victorian State League in 35 Ligaspielen (zwei Platzverweise) aktiv, 1979 stand er mit dem Team im Finale um den Ampol Cup (3:5 i. E. gegen Green Gully). 1981 trat er mit dem Team unterklassig in der Victorian Metropolitan League Division One an. 1982 und 1983 spielte er für Coburg in der Victorian Metropolitan League Division Three. 1984 war er wieder in der höchsten Staatsliga für den Knox City SC am Ball, mindestens bis 1986 trat er für den Klub in Erscheinung. Anfang 1984 gewann Brindle mit einer „England“ genannten Auswahl ein „Weltmeisterschaft“ genanntes Turnier für semi-professionelle Spieler im australischen Bundesstaat Victoria, das Finale wurde landesweit im Fernsehen ausgestrahlt. Das Team setzte sich fast ausschließlich aus Liverpool stammenden Spielern zusammen, darunter war mit John Higham auch mindestens ein weiterer Ex-Football-League-Spieler. Nach seiner aktiven Laufbahn war er in Victoria auch noch als Trainer im Lokalfußball aktiv, mindestens bei Sandringham City. Sein Sohn Graham spielte 1983/84 ebenfalls in der Jugend des FC Everton.